# Rhinopoma hardwickii
Rhinopoma hardwickii — вид рукокрилих родини Підковикові (Rhinolophidae).

## Поширення
Країни проживання: Афганістан, Алжир, Бангладеш, Буркіна-Фасо, Камерун, Чад, Джибуті, Єгипет, Еритрея, Ефіопія, Індія, Іран, Ірак, Ізраїль, Йорданія, Кенія, Кувейт, Лівія, Малі, Мавританія, Марокко, Непал, Нігер, Нігерія, Оман, Пакистан, Саудівська Аравія, Сомалі, Судан, Сирія, Таїланд, Туніс, Західна Сахара, Ємен. Записаний до 1100 м над рівнем моря. Мешкає в посушливих і напівпустельних зонах. Сідала лаштує в сухих печерах, руїнах, підземних тунелях (у тому числі катакомбах), мечетях і старовинних будівлях. Влітку іноді сідала знаходяться в тріщинах, невеликих тріщинах і серед валунів. Цей вид починає набирати жир восени для зимових місяців.

## Загрози та охорона
Втручання людини в місця спочинку і використання пестицидів проти сарани є основними загрозами. Імовірно, присутній в охоронних районах по всьому ареалу.